# Agoniatitina
Gli Agoniatitina sono un sottordine di cefalopodi estinti appartenenti agli Ammonoidea (ammoniti in senso lato), vissuti dal Devoniano Inferiore (Emsiano) al Devoniano Medio (Givetiano). Sono cefalopodi dotati di conchiglia esterna (ectococleati), con camere interne collegate da un sifone che permetteva all'animale di introdurre nelle camere stesse gas e liquido tramite un processo osmotico per variare il proprio galleggiamento.  L'animale viveva solo nell'ultima camera, la più ampia (camera d'abitazione). Si tratta delle forme ancestrali, le più antiche e primitive di ammonoidi, progenitrici di tutti i taxa successivi di questo gruppo. Si evolvono rapidamente nel Devoniano Inferiore dai Bactritida, un ordine di cefalopodi di posizione tassonomica ancora incerta caratterizzati da suture debolmente ondulate e sifone in posizione ventrale, con conchiglia diritta (ortocona) o debolmente ricurva (cirtocona). Da queste prime forme, in pochi milioni di anni si assiste all'affermazione dei primi veri Agoniatitina, attraverso forme con avvolgimento planispirale sempre più stretto, fino a forme involute con giri parzialmente sovrapposti, sempre più efficienti dal punto di vista idrodinamico. Questo gruppo si estingue alla fine del Devoniano Medio.